# Kendhikolhudhoo
Kendhikulhudhoo is een van de bewoonde eilanden van het Noonu-atol behorende tot de Maldiven.

## Demografie
Kendhikulhudhoo telt (stand september 2006) 776 vrouwen en 749 mannen.